# Complejo lagunar de La Albuera

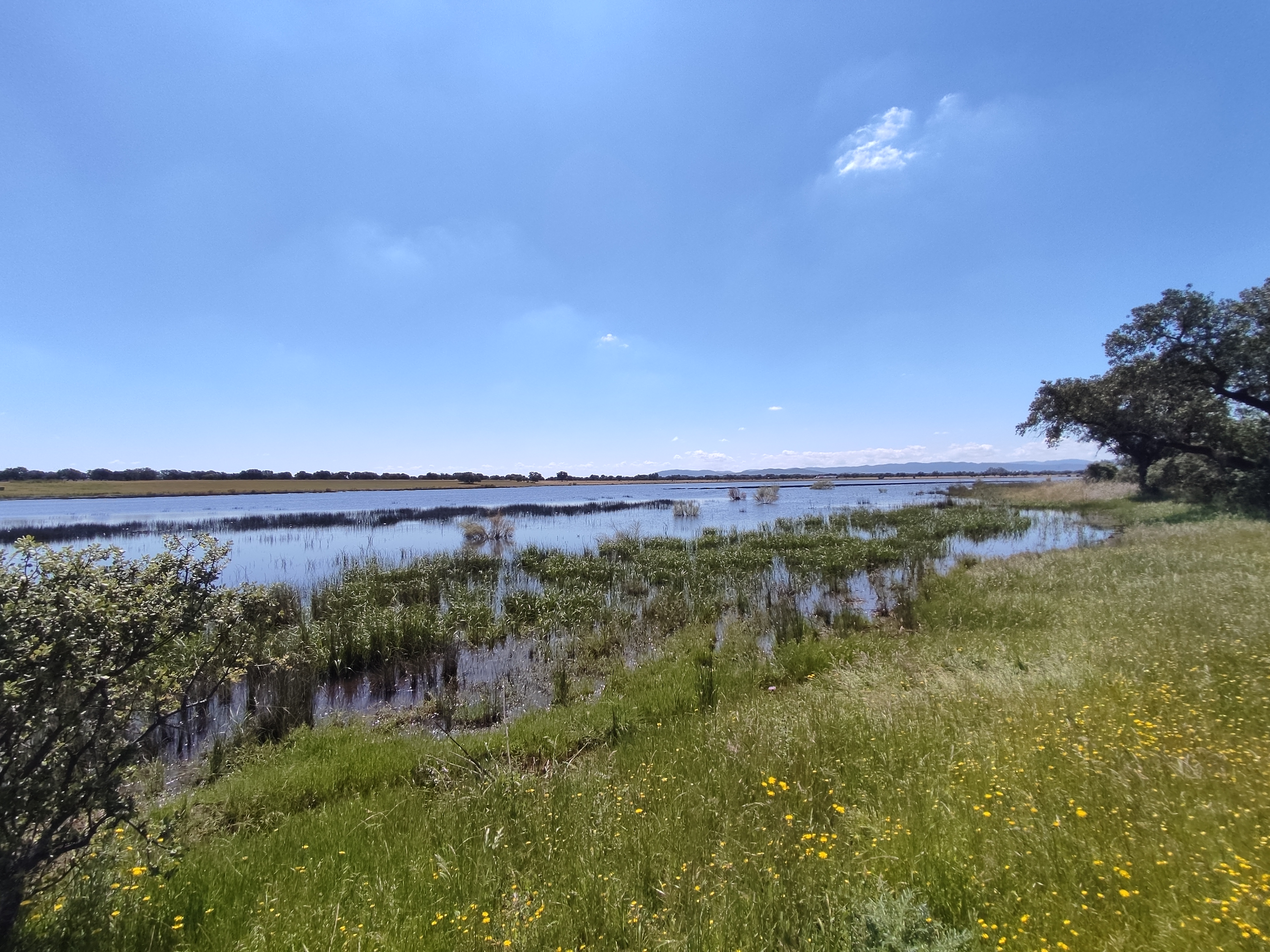
Complejo lagunar de La Albuera.

El Complejo lagunar de La Albuera  está situado en la provincia de Badajoz, a unos siete km al sureste de La Albuera y a unos ocho km al noreste de la Torre de Miguel Sesmero. Está constituido por una serie de lagunas o estanques temporales de características mediterráneas como son por ejemplo las de Llana, Lagunas Grande, Marciega, el Carril, Chica, del Burro y otras más de menor tamaño. Son pequeñas superficies de hábitats estepáricos salinos, y dehesas abiertas de encinas. Son lagunas llamadas  endorreicas, es decir, que se alimentan únicamente del agua de lluvia, algunas de ellas están interconectadas e incluso dan lugar al nacimiento del arroyo Valdelagrana y que el agua no tiene salida fluvial hacia el océano.
Esta zona es un lugar único con un alto valor ecológico y con un fácil acceso para observar con gemelos o catalejos la diversidad de aves y otros animales. Las lagunas tienen una profundidad muy escasa y un carácter temporal, de forma que sufren fuertes estiajes, llegando a veces, en épocas de sequía pertinaz a varios años totalmente secas. 
Este complejo está declarado como «Lugar de Importancia Comunitaria (LIC)», así como «Zona de Importancia Internacional para la Avifauna acuática» también conocida como (Área Ramsar). Las llanuras agrícolas entre esta localidad de La Albuera, Badajoz y Valverde de Leganés forman parte de la «Llanos y Complejo Lagunar de La Albuera», también declarados zona ZEPA.